# 3104 Dürer
3104 Dürer là một tiểu hành tinh vành đai chính với chu kỳ quỹ đạo là 1861.4884058 ngày (5.10 năm).
Nó được phát hiện ngày 24 tháng 1 năm 1982.